# يوأن2فيرز (ألبوم جيسي)
يوأن2فيرز (UN2VERSE) هو أول أسطوانة مطولة لمغنية الراب والمغنية الأمريكية-الكورية الجنوبية جيسي. تم إصداره في 13 يوليو 2017، بواسطة شركة YMC Entertainment وتوزيعه بواسطة لوين إنترتينمنت، وتتكون من خمس أغانٍ كتبها كل من جيسي واثنان من إنتاجها، تم إصدار «غوتشي» كأغنية رئيسية وحقتت الاغنية نجاح كبير، وصل الالبوم في المرتبة 31 على مخطط غاون للموسيقى فئة الالبومات وعلى المرتبة 4 على تصنيفات بيلبورد الأمريكي.

## الخلفية والإصدار
في 22 يونيو 2017، أُعلن أن مغنية الراب ستصدر انشكة جديدة في يوليو.  وذكر أن مغنية الراب أنهت عملية التسجيل وكانت في المراحل النهائية وتضع اللمسات الاخيرة للالبوم، نظرًا لأن هذا كان أول البوم لها منذ مهنتها التي هي أكثر من 12 عامًا من العمل، فقد شاركت جيسي بشكل أكبر على الالبوم في الالبوم.
في 2 يوليو، شاركت مغنية الراب عبر حسابها الشخصي على إنستغرام أن إصدارها القادم سيكون أسطوانة مطولة تدعى يوأن2فيرز (Un2verse)، وتم الإعلان عن تاريخ الإصدار في 13 يوليو في الساعة 6 مساءً (بتوقيت كوريا الجنوبية).  بعد ذلك بيوم، أوضحت السبب وراء اسم الالبوم (Un2verse) وقالت أن «الكون هو كل شيء، كل موجودة به مهم، المكان والزمان. والأمر الآخر هو كل شيء بالنسبة لي. من أنا، وأين كنت، وأين يمكنني الذهاب»، واصلت استخدام حسابها على إنستغرام في الكشف عن قائمة الاغاني المتبقية في 7 يوليو. وتتكون من 5 أغنيات، بما في ذلك الاغنية الرئيسية المسمى «غوتشي».
تم إصدار الالبوم رقميًا في 13 يوليو 2017، من خلال العديد من المنصات الموسيقية، بما في ذلك ميلوان (MelOn) في كوريا الجنوبية، وآي تيونز وسبوتيفاي للأسواق العالمية.

## الترويج

### العروض الحية
عقدت مغنية الراب أول عودة لها على إم كاونت داون في 13 يوليو 2017، وأدت أغنية "Gucci".  تم تغيير اسم الأغنية إلى «لماذا»، وذلك لتجنب انتهاك حقوق النشر على البث التليفزيوني. واصلت الترويج في ميوزيك بانك في 14 يوليو، عرضت في ميوزيك كور في 15 يوليو وإنكيغايو في 16 يوليو.
تم إصدار «غوتشي» كأغنية رئيسية في 13 يوليو، في 9 يوليو، تم إصدار أول فيديو تشويقي للاغنية،  تم إصدار الفيديو الموسيقي الكامل في 13 يوليو. ظهرت الأغنية لأول مرة في المرتبة 99 على مخطط غاون للموسيقى، مع 22,251 تنزيلًا.

## الاداء التجاري
ظهرت Un2verse لأول مرة ووصل في المرتبة 31 على مخطط غاون للموسيقى فئة الالبومات،  ظهر الالبوم أيضًا لأول مرة في المرتبة 4 في مخطط ألبومات الولايات المتحدة العالمية، في الأسبوع المنتهي في 5 أغسطس 2017، وصل في المرتبة 64 على مخطط ألبومات غاون لشهر يوليو 2017، حيث تم بيع 1.091 نسخة مادية.

## الاغاني
| No. | Title | Lyric |
| --- | ----- | ----- |

قوتشي (بالإنجليزية: Gucci؛ بالكورية:구찌)
بوينغ (بالإنجليزية: Boing؛ بالكورية:보잉)
مشيتي (بالإنجليزية My walk؛ بالكورية:내 산책)
وصل (بالإنجليزية: Arrived؛ بالكورية
도착)